# This Is the World We Live In
This Is the World We Live In è un singolo del gruppo musicale eurodance svedese Alcazar, pubblicato il 20 settembre 2004 dall'etichetta discografica BMG.
La canzone che ha dato il titolo al singolo, estratto dal secondo album del gruppo, Alcazarized, è accreditata a Tony Banks, Phil Collins, Mike Rutherford, Nile Rodgers, Bernard Edwards, Jonas von der Burg, Anoo Bhagavan e Niclas von der Burg ed è stata prodotta da Jonas von der Burg.
La canzone contiene dei campionamenti dei noti brani Upside Down di Diana Ross e di Land of Confusion dei Genesis, motivo per il quale tra i crediti del brano compaiono anche gli autori di queste canzoni.
Il singolo ha riscosso un buon successo in tutta l'Europa e ha spinto le vendite del secondo album del gruppo anche su scala internazionale.

## Tracce
CD-Maxi (RCA 82876 62598 2)
1. This Is The World We Live In - 3:38
2. This Is The World We Live In (Extended Version) - 6:01
3. This Is The World We Live In (Soundfactory Club Anthem) - 9:10
4. This Is The World We Live In (Almighty Mix) - 7:47
5. This Is The World We Live In (Soundfactory Drama Dub) - 9:40
6. This Is The World We Live In (Almighty Radio Edit) - 3:54

## Classifiche
| Classifica (2004) | Posizione raggiunta |
| ----------------- | ------------------- |
| Svezia            | 3                   |
| Belgio (Vallonia) | 3                   |
| Italia            | 11                  |
| Danimarca         | 14                  |
| Regno Unito       | 15                  |
| Norvegia          | 16                  |
| Belgio (Fiandre)  | 17                  |
| Irlanda           | 28                  |
| Germania          | 30                  |
| Svizzera          | 30                  |
| Austria           | 37                  |
| Paesi Bassi       | 75                  |